# D→A:BLACK
『D→A:BLACK』（ディーエーブラック）はトンキンハウスより2003年12月25日に発売されたPlayStation 2用ゲームソフト。

## 概要
トンキンハウスの前作『Missing Blue』ではテキスト量の多さを追求したため、それとはまた別の方向性を目指したアクティブノベルとして作られたのが『D→A』である。文章量自体は一般的なデジタルノベルの半分程度だが、CGを動かしたり時間制限のある選択肢を出現させたりすることで、単純に読むだけではない「ゲームをプレイしている感じ」を出している。
メディア展開の一環として、インターネットラジオ番組『D→A Dream Radio』が公式サイトで配信された。また、2004年12月2日には後編に当たる『D→A:WHITE』が発売されている。

## あらすじ
生命あるモノが死んだ時、魂は天へ還る。だが稀に、死んだ事に気が付かなかったり、死を受け入れるのを拒むことで、死者の魂は永遠に地上を彷徨い続ける事になってしまう。やがて魂は負の力を吸収し、徐々に凶暴化し、クリープへと変化する。主人公であり、死神の新城灯夜(しんじょうとうや)と天使のユリエル・アーレンクラインは、そのクリープを狩り、魂が本来進むべき道へと導くことを使命としていた。
天使ユリエルとともに、夜毎さまよえる魂「クリープ」を狩る死神の灯夜。ある夜、彼はクリープから助けた夏希に自分の正体を知られてしまう。死神やクリープの存在を周囲に秘密にしておく条件として夏希が持ちかけた条件は、「自分も仲間に加えること」だった。

## 世界観
死神（しにがみ）
クリープを狩り、迷える魂を浄化する存在。力の源は鎌であり、手にしていなければ普通の人間と変わりなくなる。
劇中に登場するのは灯夜のみ。
白夢（はくむ）
世界を管理する天使たち、あるいはその組織。郊外に立つ「白夢の塔」を本拠地としている。なお、背中の翼は出し入れ自在である。
劇中に登場するのはユリエルとイフリース。かつては恵都も白夢の一員であったが、「堕天」して脱退した過去がある。
クリープ (Creep)
その名は「這うモノ」を意味する。死んだことに気づかなかったり、死を受け入れられなかった魂が、負の力を吸収することで誕生する怪物。常人には視認できない。

## 戦闘
対クリープ戦でプレイヤーが操作するキャラクターは、灯夜・ユリエル・リンの3名。戦闘はリアルタイムで進行し、各キャラクターの行動を随時入力していく形になる。
戦闘では、黒と白という2つの属性の特性を理解することが重要である。灯夜は黒属性でユリエルは白属性、リンは双方を任意で切り替えることが可能である。また、敵の身体はいくつかのパーツで構成されており、それぞれにいずれかの属性が割り振られている。敵味方ともに、攻撃が有効となるのは相対する属性のときである。白属性に白属性で攻撃すると反対に回復させてしまい、黒属性に黒属性で攻撃すると自分もダメージを受ける。

## 登場人物
新城 灯夜（しんじょう とうや）
声 : 下野紘
身長 : 175cm / 体重 : 62kg / 血液型 : O型 / 年齢 : 不明
主人公の少年。昼間は涼英学園の2年生として過ごしているが、夜は死神としてユリエルとコンビを組み、クリープを狩っている。凶暴化してしまった彷徨える魂を狩り、正しい道へと導くことが使命。しかし、記憶を失っており、その使命以外、過去の事などは分らない。 白夢によって過去の記憶を消されているらしい。
ユリエル・アーレンクライン
声 : 桑谷夏子
身長 : 170cm / 体重 : 56kg / 血液型 : ? / スリーサイズ : 83 : 55 : 84 / 年齢 : 不明
灯夜のパートナーを務める白夢の天使。聖なる力で魂の負の力を浄化できるため、クリープ狩りには欠かせない存在。使命感が強いため、つい灯夜に対して強く当たってしまう。他人とのつき合いが苦手で、自己の内面を露呈するようなことは皆無に近い。
神楽 夏希（かぐら なつき）
声 : 川上とも子
身長 : 165cm / 体重 : 53kg / 血液型 : A型 / スリーサイズ : 81 : 56 : 83 / 年齢 : 16歳
灯夜の同級生の、明るく活発な少女。クリープの襲撃から救われたことがきっかけで灯夜と親しくなる。霊感が強いため灯夜が死神であることに気付く。平凡で普通な自分を嫌っており、クリープが見えることに気づいたことで、彼女にしかできないことを求めて戦いに協力する。
榎本 ひいろ（えのもと ひいろ）
声 : 南里侑香
身長 : 155cm / 体重 : 48kg / 血液型 : B型 / スリーサイズ : 72 : 49 : 76 / 年齢 : 16歳
夏希の幼馴染。涼英学園の生徒。数か月前に交通事故の被害を受け、両親を亡くし、自身もまた精神的なダメージから入院生活を余儀なくされている。夏希の紹介で灯夜と対面することになる。なぜかクリープの気配を感じることができる。
和泉 恵都（いずみ けいと）
声 : 井上喜久子
身長 : 171cm / 体重 : 60kg / 血液型 : B型 / スリーサイズ : 88 : 60 : 86 / 年齢 : 26歳
涼英学園の校医で、灯夜のマンションの隣室に住んでいる。灯夜については多くの過去を知っている。日頃は不真面目な態度で気ままに過ごしているが、灯夜とユリエルを取りまとめるクリープ狩りのリーダーでもある。
リン
声 : 松来未祐
身長 : 162cm / 体重 : 52kg / 血液型 : AB型 / スリーサイズ : 85 : 54 : 82 / 年齢 : 16歳
灯夜の使い魔。死神に仕える守護精霊。人間の姿の時はメイドとして灯夜に仕え、戦闘時はユニコーンのような動物形態に変身して彼を補佐する。どちらが真の姿なのかは謎。
御堂 愛（みどう まな）
声 : 浅川悠
身長 : 170cm / 体重 : 58kg / 血液型 : ? / スリーサイズ : 86 : 58 : 85 / 年齢 : 17歳
涼英学園の女子生徒。主人公の隣のクラス(2年D組)17歳、騎士道部に所属する。寡黙で文武両道の才女。騎士道部の馬上槍試合全国大会では優勝するほどの腕前。ひいろと親しく、彼女を守るために槍を振るってクリープと戦う。寡黙な特徴をもっているが灯夜に対しては必要以上に冷淡な態度を取る。
イフリース・アージェント
声 : 志倉千代丸
身長 : 178cm / 体重 : 70kg / 血液型 : O / 年齢 : 不明
白夢に所属する高位の天使。「白夢」内外を問わずに地位をさらけ出す。利己的な性格だが、卓越した能力の高さをもっている。ユリエルに対して何らかの思惑を抱いており、また白夢以外のものを見下しているため、灯夜のことを快く思っていない。
仁井見 綾 (にいみ あや)
身長 : 169cm / 体重 : 54kg / 血液型 : O / スリーサイズ : 83 : 52 : 82 / 年齢 : 28歳
榎本ひいろと同じ病院に入院している女性。常に入退院を繰り返しており、娘の桃には心配をかけている。
桝谷 杏 (ますたに あん)
身長 : 166cm / 体重 : 55kg / 血液型 : A / スリーサイズ : 85 : 56 : 84 / 年齢 : 25歳
榎本ひいろや仁井見綾が入院している病院の看護師。姉御肌で人当たりが良く、多くの患者から評判を得ている。
死神
声 : 内野一
灯夜の同僚などではなく、高い知能を持った人型クリープ。ユリエルを誘拐して灯夜を誘い出した。

## スタッフ
- プロデューサー・原作 : 盛政樹
- ディレクター : 小山芳之
- キャラクターデザイン : 村上水軍
- クリープデザイン&モデリング : 金子智成
- シナリオ : TONKINHOUSE、砂田光代
- BGM作曲 : 林克洋、田村玲彦
- オープニングテーマ : Your Shade
- エンディングテーマ : I fall there -夢の続きへ-
  - 作詞・作曲 : 志倉千代丸、編曲 : 磯江俊道 / 歌 : tiaraway

## 関連商品

### 書籍
- D→A:BLACK オフィシャル攻略ガイド（コーエー）ISBN 4775801317
- D→A:BLACK パーフェクトリファレンス（ソフトバンククリエイティブ）ISBN 4797326743
- D→A ビジュアルファンブック（エンターブレイン）ISBN 4-7577-2225-7

### CD
いずれもサイトロン・デジタルコンテンツ
- D→A:BLACK Sound Collection
- D→A:BLACK DRAMA CD（2004年4月7日）
- D→A:BLACK Dream Collection
  - VOL.1 神楽夏希
  - VOL.2 ユリエル・アーレンクライン（2004年1月21日）
  - VOL.3 榎本ひいろ
  - VOL.4 リン
  - VOL.5 和泉恵都
  - VOL.6 御堂愛（2004年3月24日）
- D→A Vocal Collection